# 콘스탄틴 브누코프
콘스탄틴 바실리예비치 브누코프(러시아어: Константи́н Васи́льевич Вну́ков, 1951년 5월 7일 ~ )는 러시아의 외교관이다. 주 대한민국 러시아 대사를 거쳐 주 베트남 러시아 대사로 일했다.

## 생애
소련 스타니슬라우주 콜로미야에서 태어났다. 모스크바국립국제관계대학교에서 역사 박사를 취득했다. 1973년 러시아 외무부에 들어갔고, 2003년부터 2009년까지 러시아 외무부 아주 제1부국장을 거쳐 2009년 10월부터 2014년까지 주 대한민국 러시아 대사로 일했다.
| 전임 글레프 이바셴초프 | 제7대 주한 러시아 대사 2009년 7월 17일 ~ 2014년 12월 26일 | 후임 알렉산드르 티모닌 |

| 전임 안드레이 콥툰 | 제6대 주베트남 러시아 대사 2014년 12월 26일 ~ 2021년 3월 25일 | 후임 겐나디 베즈뎃코 |